# Partit Democràtic de l'Ulster
Partit Democràtic de l'Ulster (anglès Ulster Democratic Party) fou un partit polític d'Irlanda del Nord, d'orientació unionista, fundat el 1981 com a Partit Democràtic Lleialista de l'Ulster (LDPU) per l'Ulster Defence Association per a substituir el seu Grup de Recerca Política Nou Ulster. Com a partit d'arrels unionistes, d'antuvi donaven suport la independència d'Irlanda del Nord dins la Unió Europea i la Commonwealth, amb una constitució escrita. Després es conformaren amb autogovern.
Inicialment van obtenir mals resultats electorals (John McMichael va treure l'1,3% a les eleccions locals de Belfast el 1982), i fins a 1989 no va obtenir un conseller local a Derry. John McMichael fou el líder fins que fou assassinat el 1987. El nou cap fou el seu fill Gary McMichael, conseller a Lisburn el 1989. Va participar en la consecució de l'alto el foc unionista de 1994 i es presentà a les eleccions per al Fòrum d'Irlanda del Nord de 1996, tot i que no obté escons de constituència, Mc Michael i John White obtingueren escó. Participà en l'Acord de Belfast de 1998, però el gener de 1998 deixaren la taula a causa dels assassinats comesos pels UFF (Ulster Freedom Fighters), un dels noms de l'UDA. L'alto el foc provocà enfrontaments interns dins UDP i entre UDA i UDP fins que el 2001 es va dissoldre. El seu rol l'ha assumit el Grup de Recerca Política Ulster.